# Степенной метод
Степенной метод, или метод степенных итераций, — итерационный алгоритм поиска собственного значения с максимальной абсолютной величиной и одного из соответствующих собственных векторов для произвольной матрицы.
Алгоритм прост и сходится со скоростью геометрической прогрессии, если все максимальные по модулю собственные значения совпадают, в противном случае сходимости нет. При близких по модулю собственных значениях сходимость может оказаться медленной. В силу того, что алгоритм сводится к последовательному умножению заданной матрицы на вектор, при правильной реализации он хорошо работает для больших разреженных матриц.
Алгоритм предложен в 1929 году Рихардом фон Мизесом и Хильдой Гейрингер.

## Алгоритм
В начале алгоритма генерируется случайный вектор {\displaystyle r_{0}}. Далее проводятся последовательные вычисления по итеративной формуле:
{\displaystyle r_{k+1}={\frac {Ar_{k}}{\|Ar_{k}\|}}}
Если исходный вектор не ортогонален собственному подпространству с наибольшим по модулю собственным значением, то расстояние от элементов данной последовательности до такого подпространства стремится к нулю. Последовательность векторов не всегда сходится, поскольку вектор на каждом шаге может менять знак или в комплексном случае вращаться, но это не мешает выбрать один из векторов в качестве собственного, когда получено достаточно точное собственное значение.
Последовательность
{\displaystyle \mu _{k}={\frac {r_{k}^{T}Ar_{k}}{r_{k}^{T}r_{k}}}={\frac {(r_{k},Ar_{k})}{(r_{k},r_{k})}}}
при указанном выше условии сходится к максимальному по модулю собственному значению. Но следует помнить, что не у всех действительных матриц есть действительные собственные значения.

## Для нормальных операторов
В частном, но важном случае нормальных операторов все собственные векторы матрицы взаимно ортогональны. В этом случае степенной метод позволяет найти все собственные значения и векторы матрицы.
Пусть {\displaystyle r_{k}} — нормированный собственный вектор с максимальным по модулю собственным значением матрицы {\displaystyle A} нормального оператора. Тогда матрица
{\displaystyle A_{1}=A-\lambda r_{k}r_{k}^{T}}
сохраняет все собственные векторы матрицы {\displaystyle A}, кроме вектора {\displaystyle r_{k}}, и позволяет искать степенным методом следующий собственный вектор с максимальным по модулю собственным значением.

## Доказательство сходимости
Упорядочим собственные значения по невозрастанию абсолютной величины и допустим, что {\displaystyle \lambda _{1}>\lambda _{2}\geq ...\geq \lambda _{n}}. Тогда начальный вектор можно представить как
{\displaystyle r_{0}=\sum _{i=1}^{n}v_{i}+w},
где {\displaystyle v_{i}} — собственные векторы, вектор {\displaystyle w} обнуляется при первом умножении на матрицу, а {\displaystyle v_{1}\neq 0} по предположению.
Рассмотрим результат {\displaystyle k} умножений матрицы на начальный вектор:
{\displaystyle R_{k}=A^{k}(\sum _{i=1}^{n}v_{i}+w)=\sum _{i=1}^{n}{\lambda _{i}^{k}v_{i}}={\lambda _{1}}^{k}(v_{1}+O(({\frac {\lambda _{2}}{\lambda _{1}}})^{k})}.
Поделив левую и правую часть на {\displaystyle \|R_{k}\|}, получим
{\displaystyle r_{k}=\lambda _{1}{\frac {v_{1}}{\|\lambda _{1}v_{1}\|}}+O(({\frac {\lambda _{2}}{\lambda _{1}}})^{k}).}

## Приложения
Метод применяется в первую очередь для разреженных матриц. Например, Гугл использует его для расчёта рангов страниц в Интернете, а Twitter использует его для рекомендаций «за кем следовать».